# 电子信息技术产业协会
电子信息技术产业协会（日语：／-{いっぱんしゃだんほうじん
でんしじょうほうぎじゅつさんぎょうきょうかい}- Shadan-hōjin Denshi Jōhō Gijutsu Sangyō Kyōkai、英語：，簡称JEITA（ジェイタ）），是日本電子工学方面有關電子設備、資訊科技（IT）的業界標準化團體，其主要業務包含推進標準化及產品規格，與業界海外交流，調查統計資料編纂，及舉辦產業博覽會。

## 历史
2000年11月1日，日本電子工業振興協会（JEIDA）與日本電子機械工業会（EIAJ）整併為電子信息技術產業協會（JEITA）。
2005年3月31日，日本電子材料工業会（EMAJ）解散，並於翌日（4月1日）正式併入電子信息技術產業協會（JEITA）。
2011年4月1日，因應日本公益法人制度改革、協會改組為「一般社團法人」。

### 日本電子工業振興協会
1957年6月，日本通商產業省為振興國內電子工業（特別是計算機相關產業），制定《電子工業振興臨時措置法》。為響應政府，電子工業業界於1958年4月成立「日本電子工業振興協会」（通称電子協）。
早在電子協之前，電波技術協會内的「電子計算機調査委員會」已就各種電腦本体週邊設備作調査研究，並開始計劃設計生產計算機（電腦）。這一委員会在電子協成軍後轉交予電子協，八社（東芝、富士通、日立製作所、日本電氣、沖電氣、三菱電機、北辰電機製作所、黑澤通信機）共同參與該國產電腦系統研發，計劃旨在研發能與 IBM 650 抗衡的日本國產計算機（電腦）。但是負責CPU架構的東芝突然單方面宣佈設計由真空管改進為使用晶體管，最後該項自主研發計劃無法兼容東芝過於創新的設計以失敗告終。
另外，在成立元年，電子協於11月開設計算機中心、各製造商会員齊心資助下，中心終購得初号機展開電腦推廣教育，並為日本電子產業的黎明期帶來重要的意義。
其後電子協參與了「個人電腦儲存卡國際聯盟」（PCMCIA）的PC卡標準制定，可謂是其成軍後較突出的功績。

### 日本電子機械工業会
日本電子機械工業会（EMAJ），前身為1948年4月成立之「無線通信機械工業会」、1958年5月改称「日本電子機械工業会」。
EMAJ與JEITA兩協會先後與2003年9月（平成15年）及2004年3月（平成16年）探討整合之可能性。及後於2004年7月至9月討論整合籌備事宜，12月EMAJ舉行臨時大會、確定於該財政年度末（2005年3月31日）解散並併入JEITA。

## 主辦展覽
以下博覽會由JEITA 轄下組織日本電子展覽協会（JESA）統籌：
- 日本最先端電子資訊高科技綜合展（CEATEC JAPAN）

毎年日本國內最大規模的電子設備、電子元件之博覽會
- 國際廣播電視設備展（簡称Inter BEE）

毎年日本国内最大規模廣播相關設備之展覽會，與歐洲國際廣電大會（International Broadcasting Convention，IBC）並列為全球大型電視廣播器材及設備專業展覽會。
- Electronic Design and Solution Fair（簡称EDSF）

EDA技術、ASIC、FPGA/PLD相關各種技術之展示会
- 電子顯示屏展（簡称EDEX）
- JISSO PROTEC（日語：実装プロセステクノロジー展）

## 主要發行刊物
- 調査報告書
- 規格書

## 組織・人事
- 会長 
  - 代表理事　佐佐木則夫（東芝　取締役副会長）
- 首席副会長
  - 代表理事　山本正已（富士通　代表取締役社長）
- 副会長 
  - 高橋興三（夏普　代表取締役社長）
  - 川村隆（日立製作所　取締役会長）
  - 長榮周作（松下電器　代表取締役会長）
  - 下村節宏（三菱電機　取締役会長）
  - 矢野薫（日本電氣　取締役会長）
  - 平井一夫（索尼　取締役代表執行役社長兼CEO）
  - 海堀周造（横河電機　代表取締役会長）
  - 村田恒夫（村田製作所　代表取締役社長）
- 専務理事
  - 代表理事　半田力（1978年通產省入省、原中小企業基盤整備機構（日语：中小企業基盤整備機構）理事）
- 業務執行理事 
  - 常務理事　長谷川英一（原東北經產局長）
  - 理事 事務局長　高田範雄
  - 理事　設樂哲

## 外部連結
- JEITA （社）電子情報技術産業協会 （页面存档备份，存于） （日語）（简体中文）（英文）
- 日本エレクトロニクスショー協会 （页面存档备份，存于） （日語）（英文）
- デジタル放送及びデジタル放送受信機の呼称･定義（日語）（英文）